# Lermontovski prospekt (métro de Moscou)
Lermontovski prospekt (en russe : Ле́рмонтовский проспе́кт et en anglais : Lermontovsky Prospekt) est une station de la ligne Tagansko-Krasnopresnenskaïa (ligne 7 mauve) du métro de Moscou, située sur le territoire du raïon Vykhino-Joulebino dans le district administratif sud-est de Moscou.

## Situation sur le réseau
Établie en souterrain, à 12 mètres sous le niveau du sol, la station Lermontovski prospekt est située au point 177+77 de la ligne Tagansko-Krasnopresnenskaïa (ligne 7 mauve), entre les stations Vykhino (en direction de Planernaïa) et Joulebino (en direction de Kotelniki).